# تتسيا إيواناغا
تِتسيا إيواناغا (岩永哲哉 إيواناغا تِتسيا) هو مؤدي أصوات ياباني ولد في 24 يونيو 1970 في طوكيو.

## أدواره في الأنمي

### مسلسلات أنمي تلفزيونية
- نيون جينيسيس إيفانجيليون - كينسكي أيدا
- يوغي - ميريك إشتار
- الفتاة الساحرة مادوكا ماجيكا - توموهيسا كانامي
- سلايرز - هاراسلايس
- سكرايد - أسكا تاتشيبانا
- ترايجان - جوليوس
- كايبا - كيتشي
- تسوباسا كرونيكل - سوسيكي
- بوكيمون - سيمور

### أوفا أنمي
- بيردي الخارقة - تسوتومو سنكاوا

### أفلام أنمي
- إيفانجيليون: الموت والبعث - كنسكي أيدا
- نهاية إيفانجيليون - كنسكي أيدا
- إيفانجيليون: 1.0 أنت (غير) وحيد - كنسكي أيدا
- إيفانجيليون: 2.0 أنت (لا) تستطيع التقدم - كنسكي أيدا
- الفتاة الساحرة مادوكا ماجيكا: حكاية البداية - توموهيسا كانامي
- الفتاة الساحرة مادوكا ماجيكا: حكاية الأبدية - توموهيسا كانامي

## وصلات خارجية
- تتسيا إيواناغا على موقع IMDb (الإنجليزية)
- تتسيا إيواناغا على موقع ميوزك برينز (الإنجليزية)
- تتسيا إيواناغا على موقع ديسكوغز (الإنجليزية)
- تتسيا إيواناغا على موقع قاعدة بيانات الفيلم (الإنجليزية)
- تتسيا إيواناغا على موقع ANN person (الإنجليزية)